# Сола Ганна Леонідівна
Ганна Леонідівна Сола (біл. Ганна Леанідаўна Сола) — білоруська біатлоністка, медалістка чемпіонату світу. 
Бронзову медаль чемпіонату світу Сола виборола в спринтерській гонці світової першості 2021 року, що проходила в словенській Поклюці. 

## Кар'єра
Сола дебютувала в Кубку IBU, другій за значенням серії змагань з міжнародного біатлону, в 17 років. На початку сезону 2014/15 вона вперше потрапила в десятку найкращих на етапі в Бейтостелені, здобувши четверте місце у спринті. Наступної зими вона регулярно фігурувала у складі збірної Білорусі на Кубку світу. На своїй першій гонці Кубка світу в Естерсунді в листопаді 2015 року вона фінішувала 37-ю й отримала свої перші чотири очки Кубка світу. У складі естафетної команди вона двічі була сьомою. У 2016 році її делегували на чемпіонат світу в Осло, де вона посіла 77-е місце у спринті. То був її єдиний виступ. У ці роки Солі також було дозволено брати участь у молодіжних та юніорських змаганнях, і на домашньому Кубку світу 2015 року в Мінську-Раубічах вона виграла юнацький титул чемпіона світу з естафетною командою, куди входили Дінара Алімбекова та Дарія Блашко.
З 2016 по 2018 рік Сола виступала тільки в Кубку IBU і лише знову отримала місце в команді на етапах Кубку світу завдяки реструктуризації збірної Білорусі після зимових Олімпійських ігор 2018 року — з команди пішли Дарія Домрачева та Надія Скардіно. Зимою сезону 2018/19 року  її найкращим індивідуальним результатом Кубка світу стало 34-те місце, тоді як вона фінішувала в десятці найкращих у трьох естафетних гонках, а також виграла бронзову медаль на чемпіонаті Європи 2019 року зі змішаною естафетою. У січні 2020 року Сола вперше завершила гонку Кубка світу на етапі в Рупольдінгу без промахів і посіла  четверте місце, що стало найкращим результатом білоруських біатлоністів цієї зими.